# Meczet al-Madżadila
Meczet al-Madżadila – meczet na Starym Mieście Akki, na północy Izraela.

## Historia
Meczet al-Madżadila został wybudowany w latach 1809-1810 przez Alego Aghę, zastępcę gubernatora Akki Sulejmana Paszy. Meczet znajduje się na Starym Mieście Akki na zachód od cytadeli.

## Architektura
Nieregularny kompleks budynków meczetu zawiera salę modlitw oraz dwa połączone z sobą dodatkowe pomieszczenia, wraz z dziedzińcem o kształcie trapezu. W północno-zachodniej części wznosi się minaret. Dziedziniec jest oddzielony od ulicy wysokim murem.